# بيت التركي (المحويت)

تعديل مصدري - تعديل

بيت التركي هي إحدى قرى عزلة عنبر بمديرية المحويت التابعة لمحافظة المحويت، بلغ تعداد سكانها 451 نسمة حسب تعداد اليمن لعام 2004.